# Damaine Radcliff
Damaine Anthony Radcliff (* 7. Juni 1979 in New York-Bronx, USA) ist ein US-amerikanischer Schauspieler. 

## Karriere
Er spielte 2006 den Basketballspieler Willie Cager im Film Spiel auf Sieg sowie Mac Carter im Tanzfilm Step Up und betreibt einen eigenen YouTube-Kanal, in dem er Parodien vorführt.

## Filmografie
Filme
- 2003: Marci X: Breakdancer
- 2006: Spiel auf Sieg
- 2006: Step Up

Fernsehen
- 2001: It’s Showtime at the Apollo
- 2002: Monday Night Mayhem (Fernsehfilm: Fußballspieler der New York Jets)
- 2005: Law & Order: Trial by Jury (Staffel 1, Folge 6, Pattern of Conduct: Ken Jackson)
- 2006: Shark (Staffel 1, Folge 5, In the Grasp: Nelson)